# Siemens-Schuckertwerke

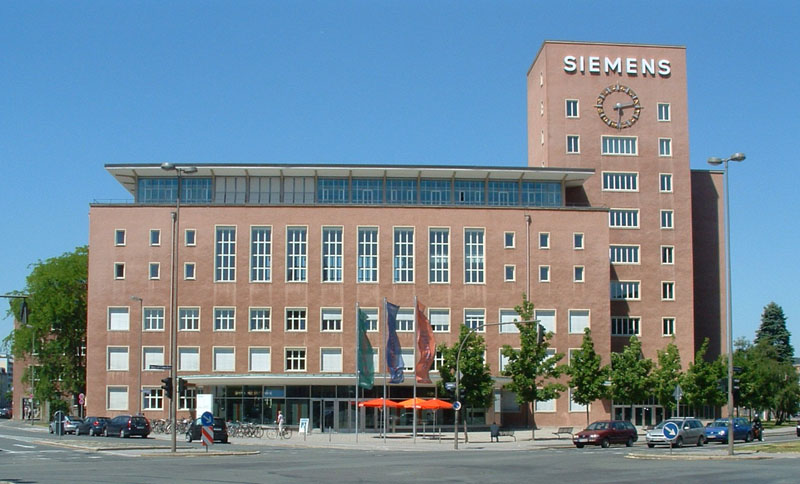
Siemens-Schuckertwerkes fabrik i Erlangen.

Siemens-Schuckertwerke (SSW), kort Siemens-Schuckert, var en tysk elektroteknikfirma med fabriker i Berlin, Erlangen och Nürnberg som 1966 gick upp i Siemens AG. Siemens-Schuckert-Werke grundades 1903 då Siemens & Halske AG och Elektrizitäts-Aktiengesellschaft vormals Schuckert & Co. lade samman sina starkströmsverksamheter. 
Sigmund Schuckert grundade Schuckert & Co 1873. 